# Промышленная сеть
Промышленная сеть — технологическая сеть связи, объединяющая различные датчики, исполнительные механизмы, промышленные контроллеры и используемая в промышленной автоматизации. Термин употребляется преимущественно в автоматизированных системах управления технологическими процессами (АСУТП). Описывается стандартом IEC 61158.
Устройства используют сеть для:
- передачи данных между датчиками, контроллерами и исполнительными механизмами;
- диагностики и удалённого конфигурирования датчиков и исполнительных механизмов;
- калибровки датчиков;
- питания датчиков и исполнительных механизмов;
- связи между датчиками, исполнительными механизмами, ПЛК и АСУ ТП верхнего уровня.

В промышленных сетях для передачи данных применяют:
- электрические линии;
- волоконно-оптические линии;
- беспроводную связь (радиомодемы и Wi-Fi).

Промышленные сети могут взаимодействовать с обычными компьютерными сетями, в частности использовать глобальную сеть Internet.
Термин полевая шина является дословным переводом английского термина fieldbus. Термин промышленная сеть является более точным переводом и в настоящее время именно он используется в профессиональной технической литературе.

## Достоинства
В сравнении с подключением периферийного оборудования к контроллеру отдельными проводами промышленная сеть имеет следующие достоинства:
- в несколько раз снижается расход на кабель и его прокладку;
- увеличивается допустимое расстояние до подключаемых датчиков и исполнительных устройств;
- упрощается управление сетью датчиков и исполнительных механизмов;
- упрощается модификация системы при изменении типа датчиков, используемого протокола взаимодействия, добавлении устройств ввода-вывода;
- позволяют дистанционно настраивать датчики и проводить их диагностику.

## Недостатки
- При обрыве кабеля теряется возможность получать данные и управлять не одним, а несколькими устройствами (в зависимости от места обрыва и топологии сети остаётся возможность автономного функционирования сегмента сети и схемы управления).
- Для повышения надёжности приходится резервировать каналы связи или использовать кольцевую топологию сети.

## Виды промышленных сетей
- Физический уровень на базе асинхронного интерфейса:
  - Modbus — один из самых известных открытых стандартов промышленных сетей.
  - P-NET — Электрическая спецификация P-NET основана на стандарте RS-485.
  - LIN — интерфейс для автомобильных систем.
  - HART — стандарт передачи данных через токовую петлю 4-20мА.

- Физический уровень на базе промышленного Ethernet:
  - Profinet
  - Foundation Fieldbus HSE (High Speed Ethernet) (FF H2) — вариант промышленного Ethernet, разработанный Foundation Fieldbus (FF)
  - EtherCAT
  - Ethernet Powerlink
  - Ethernet/IP
  - SERCOS III
  - MODBUS TCP — разновидность известного стандарта для TCP/IP сетей.
  - LAN eXtensions for Instrumentation — замена GPIB для измерительных приборов.

- FF H1 — полевой протокол, аналог ProfiBus PA, разработанный Foundation Fieldbus (FF)
- AS-Interface — дешёвая и помехозащищённая сеть для дискретных датчиков малой производительности
- CC-Link[англ.] — семейство промышленных сетей (СС-Link, CC-Link LT, CC-Link IE), созданных при участии корпорации Mitsubishi Electric. В настоящее время развитием этого семейства сетей занимается международный консорциум CLPA.

- CAN — спецификация физического и транспортного уровней промышленной сети для автоматизации транспорта и машиностроения. К нему существуют множество дополнений, уточняющих и дополняющих стандарт для определённых задач:
  - CANbus
  - CANopen
  - DeviceNet
  - SDS
  - J1939

- ProfiBus — промышленная сеть, международный стандарт, созданный с активным участием фирмы Siemens AG, содержащий ряд профилей, например:
  - ProfiBus DP
  - ProfiBus FMS
  - ProfiBus PA

### Промышленные сети для автоматизации зданий
- LonWorks
- BACnet
- EIB

### Малораспространённые в России промышленные сети автомобилей
- FlexRay — сетевой протокол для автомобилей

### Сравнительная таблица промышленных протоколов (на июнь 2012)[1]
| Характеристики                            | BACnet                                                                     | CAN-based (SDS, DeviceNet) | KNX (EIB) | Fieldbus (SP-50, FoundationInitiative) | Lonworks |
| ----------------------------------------- | -------------------------------------------------------------------------- | --- | --- | --- | --- |
| Область применения                        | Автоматизация здания                                                       | Стандарт автоматизации (J1850, J1939) • Дискретная автоматизация (SDS, DeviceNet) | Автоматизация жилища • Автоматизация зданий • Задачи мониторинга | Промышленные станки и приборы | Автоматизация зданий • Управления производством • Автоматизация предприятий • Транспорт • Автоматизация жилища |
| Уровни OSI/ISO                            | 1-2-3-×-×-×-7                                                              | 1-2-×-×-×-×-7 | 1-2-3-4-5-6-7 | 1-2-×-×-×-×-7 | 1-2-3-4-5-6-7 |
| Поддерживаемые среды передачи             | Витая пара • Коаксиальный кабель • Оптоволокно                             | Витая пара (SDS, DeviceNet) • Альтернативные решения на основе оптоволокна для сетей CAN | Силовые электрические линии (FCC) • Витая пара 0,75 • Ethernet KNX/IP • RF | Витая пара H1, H2 (1) • Коаксиальный кабель H2 (2,5) • Характерная безопасность передачи данных на скорости 31.25 Kbps и 1 Mbps                                        | Витая пара со свободной топологией с возможностью подачи питания • Характерная безопасность витой пары • Линии электропитания, совместимые со стандартом FCC и CENELIC • Оптоволокно • Коаксиальный кабель • RF (несколько диапазонов) |
| Схема доступа к среде передачи            | CSMA/CD • MS-TP • Удаленный доступ через модем                             | CSMA/CR | CSMA/CA | Предопределенный централизованный планировщик с возможностью делегирования токена                                                                                      | P-персистетный CSMA/CD • Дополнительный CSMA/CR • Возможность включения системы приоритетов |
| Скорость передачи данных                  | 10 Mbps                                                                    | 1 Mbps (CAN)• 1 Mbps (SDS)• 500 Kbps (DeviceNet) | 9600 TP, 1200 PL | 31,25 Kbps (H1) • 1 Mbps (H2(1)) • 2,5 Mbps (H2(2,5)) | до 1,25 Mbps |
| Максимальное адресное пространство        | 24^8                                                                       | 128 (SDC) • 64 (DeviceNet) • 2^11 (CAN1) • 2^29 (CAN2) | 57000 | 127 узлов в сегменте, 64 сегмента | 32000 узлов в домене, 2^48 доменов |
| Поддержка маршрутизаторов сетевого уровня | ДА                                                                         | НЕТ | ДА | ДА, поддержка различных скоростей маршрутизации | ДА, Самообучающиеся или конфигурируемые маршрутизаторы, реализация физических и логических репиторов |
| Аутентификация                            | ДА                                                                         | НЕТ | НЕТ | НЕТ | ДА |
| Поддержка совместимости сети              | Определены объекты высокого уровня • Службы управления сетью не определены | Определены объекты высокого уровня (SDS, DeviceNet) • Служба управления сетью определена (SDS, DeviceNet) • Не существует реализация теста на совместимость с DeviceNet • Сертификационный план определен для SDS и определяется для DeviceNet | Определены объекты высокого уровня и стандартные конфигурируемые параметры • Определена и реализована служба управления сетью • Тест на совместимость определен • Сертификационная программа определена | 10 функциональных блоков определено, ещё 20 определяется • Поддерживается соответствие с применяемым стеком протоколов • Сертификационный план до сих пор не определен | Определены объекты высокого уровня и стандартные конфигурируемые параметры • Определена и реализована служба управления сетью • Тест на совместимость определен • Сертификационная программа определена                                |